# Angolai férfi kézilabda-válogatott
Az angolai férfi kézilabda-válogatott Angola nemzeti csapata, melyet az Angolai Kézilabda-szövetség (portugálul Federação Angolana de Andebol) irányít.

## Eredmények
Világbajnokság
- 2005 – 20. hely
- 2007 – 21. hely
- 2017 – 24. hely
- 2019 – 23. hely
- 2021 – 30. hely

Afrikai nemzetek-bajnoksága
- 1981 – 5. hely
- 1983 – 5. hely
- 1985 – 5. hely
- 1987 – 7. hely
- 1989 – 7. hely
- 1998 – 8. hely
- 2002 – 6. hely
- 2004 – 3. hely
- 2006 – 4. hely
- 2008 – 4. hely
- 2010 – 5. hely
- 2012 – 6. hely
- 2004 – 4. hely
- 2016 – 3. hely

## Jelenlegi csapat
A 2017-es férfi kézilabda-világbajnokságon részt vevő csapat összeállítása.
Vezető edző: Alexandre Machado
| No. | Poszt | Név                   | Születési dátum (életkor)      | Magasság | Vál. | Gólok | Klub                     |
| --- | ----- | --------------------- | ------------------------------ | -------- | ---- | ----- | ------------------------ |
| 1   | GK    | Julião Gaspar         | 1990. március 28. (34 éves)    | 1.90 m   | 5    | 0     | G.D. Interclube          |
| 4   | P     | Yaroslav Aguiar       | 1985. június 11. (39 éves)     | 2.00 m   | 0    | 0     | G.D. Interclube          |
| 5   | CB    | Romé Hebo             | 1992. április 11. (32 éves)    | 1.90 m   | 47   | 65    | Primeiro de Agosto       |
| 6   | RB    | Osvaldo Mulenessa     | 1986. február 3. (39 éves)     | 1.70 m   | 29   | 37    | Primeiro de Agosto       |
| 7   | LW    | Elias António         | 1987. május 30. (37 éves)      | 1.70 m   | 24   | 38    | Atlética de Águas Santas |
| 8   | LB    | Belchior Camuanga     | 1983. augusztus 21. (41 éves)  | 1.70 m   | 36   | 85    | Primeiro de Agosto       |
| 9   | CB    | Adilson Maneco        | 1993. március 2. (32 éves)     | 1.70 m   | 32   | 32    | Primeiro de Agosto       |
| 11  | P     | Gabriel Teca          | 1991. február 2. (34 éves)     | 2.00 m   | 24   | 4     | Primeiro de Agosto       |
| 12  | GK    | Gilberto Figueira     | 1988. január 25. (37 éves)     | 2.00 m   | 5    | 0     | Marinha de Guerra        |
| 13  | CB    | Manuel Nascimento     | 1994. március 15. (31 éves)    | 1.80 m   | 33   | 83    | Marinha de Guerra        |
| 14  | LW    | Nestor Kinanga        | 1988. szeptember 23. (36 éves) | 1.70 m   | 0    | 0     | G.D. Interclube          |
| 16  | GK    | Giovane Muachissengue | 1984. február 20. (41 éves)    | 1.80 m   | 50   | 0     | Primeiro de Agosto       |
| 17  | LB    | Sérgio Lopes          | 1983. június 2. (41 éves)      | 1.90 m   | 58   | 161   | Primeiro de Agosto       |
| 21  | RW    | Adelino Pestana       | 1992. március 11. (33 éves)    | 1.80 m   | 42   | 80    | G.D. Interclube          |
| 79  | RW    | Edvaldo Ferreira      | 1990. május 28. (34 éves)      | 2.00 m   | 24   | 103   | Étoile Sportive du Sahel |

## Külső hivatkozások
- Az angolai kézilabdaszövetség honlapja
- IHF profil